# Provo (Utah)
Provo város az USA Utah államában Utah megyében, melynek megyeszékhelye is. Lakosainak száma 115 162 fő (2020. április 1.).

## Közlekedés

### Vasút
A települést napi egy pár California Zephyr néven futó Amtrak távolsági vonatjárat érinti.

## Népesség
A település népességének változása:
| Lakosok száma | 2030 | 112 488 | 115 162 |
|               | 1860 | 2010    | 2020    |